# Zirè
Lo Zirè (ju Zirè in dialetto) è un gioco tradizionale tipico della città dell'Aquila, molto popolare fino agli anni settanta.

## Regolamento
Il campo di gioco è uno spiazzo di almeno 100 m di diametro, all'interno del quale vi è un cerchio, disegnato per terra, con raggio di circa 0,75 m. L'attrezzatura necessaria consiste in:
- un bastone cilindrico di 50 cm di lunghezza circa, denominato tirolò, usato come mazza;
- un bastone cilindrico di 10 cm di lunghezza circa, appuntito a entrambe le estremità, denominato zirè;

I giocatori si dividono in due squadre, una in attacco e una in difesa, a turni alterni.
Uno dei giocatori attaccanti prende il ruolo di "battitore", e si va a posizionare all'interno del cerchio. Da lì, tenendo ju zirè in una mano e la mazza nell'altra, lascia cadere il primo nel vuoto, in modo tale da poterlo colpire al volo con forza con la seconda, cercando di mandarlo il più lontano possibile.
Gli avversari, preventivamente disposti lungo la traiettoria di tiro, cercano di afferrare ju zirè al volo, con l'ausilio delle mere mani nude: se ci riescono il battitore è eliminato, altrimenti raccolgono ju zirè e uno di loro lo rilancia verso il battitore, cercando di farlo ricadere il più vicino possibile al cerchio.
Il battitore, da dentro il cerchio, può cercare di colpire ju zirè al volo. Se ci riesce il turno termina e si va alla conta; altrimenti, se ju zirè è caduto nel cerchio, il battitore è eliminato e il turno termina; se invece è caduto fuori dal cerchio, il battitore può andare alla smazzata.
La smazzata consiste nello sbattere ju zirè con la mazza, avendo cura di colpirlo su una delle sue estremità puntute, facendo in modo che il medesimo salti per aria verticalmente al terreno, e cercando a questo punto di colpirlo di nuovo con la mazza, per scagliarlo il più lontano possibile. Questa operazione, in caso di fallimento iniziale, può essere ripetuta al più altre due volte. Sia che l'operazione vada a buon fine, sia che non ci vada, al termine di questa fase si procede alla conta. Da osservare che le regole prevedono che durante i tre tentativi di smazzata, il battitore debba pronunciare, al primo, secondo e terzo tentativo, rispettivamente, le seguenti frasi: "unu, e mazza", "'ddu, e mazza", "tre, e pusi la mazza". 
Una volta giunti alla conta, inizia un'altra fase del gioco. I difensori stimano la distanza dello zirè dal cerchio, usando la mazza come unità di misura, e fanno un'offerta al battitore. Questi può accettarla, se la ritiene "congrua"; in tal caso la sua squadra incamererà i punti corrispondenti all'offerta. In caso rifiuti, si procede alla misurazione, e qui viene la parte interessante. Se la distanza reale (approssimata all'unità intera più vicina) è uguale o inferiore a quella indicata nell'offerta, la squadra del battitore non avrà nessun punto, poiché il battitore ha sbagliato a rifiutare l'offerta. Se, invece, la distanza reale è superiore, la squadra del battitore viene premiata, ed incamererà i punti corrispondenti all'offerta più un bonus (il doppio della distanza stimata, o la somma della distanza indicata nell'offerta e di quella reale).
Terminata la fase, si ripete il procedimento a parti invertite e al termine di ogni coppia di round, chi ha fatto più punti si aggiudica il turno. Si continua il gioco per un certo numero di coppie di round, al termine delle quali chi ha conquistato più turni vince.